# 阿爾托里鎮區 (堪薩斯州第開特縣)
阿爾托里鎮區（英語：Altory Township）為美國堪薩斯州第開特縣轄下的鎮區。2010年美国人口普查中此鎮區人口有18人。

## 地理
阿爾托里鎮區涵蓋總面積為92.7平方（35.79平方英里），其中陸地面積為92.7平方（35.79平方英里），水域面積為0平方（0.00平方英里）或0.00%。海拔高度798（2,618英尺）。

## 人口統計
根據2010年美國人口普查，阿爾托里鎮區人口有18人，其中男性有11人，女性有7人，人口密度為每平方公里0.19人，住房計18戶。鎮區內的白人有16人，非裔美國人有1人，美洲原住民有0人，亞裔美國人有0人，太平洋島裔美國人有0人，其他種族有0人，混血種族則有1人。此外鎮區內有0人為西班牙裔或拉丁裔美國人。此鎮區之年齡中位數為47.5歲，而男性年齡中位數為44.5歲，女性年齡中位數為52.5歲。

## 交通

### 主要公路
- 36號美國國道